# Opéra-Comique
Den här artikeln handlar om operahuset Opéra-Comique i Paris. För operahuset i London, se Opera Comique. För operagenren, se Opéra comique.

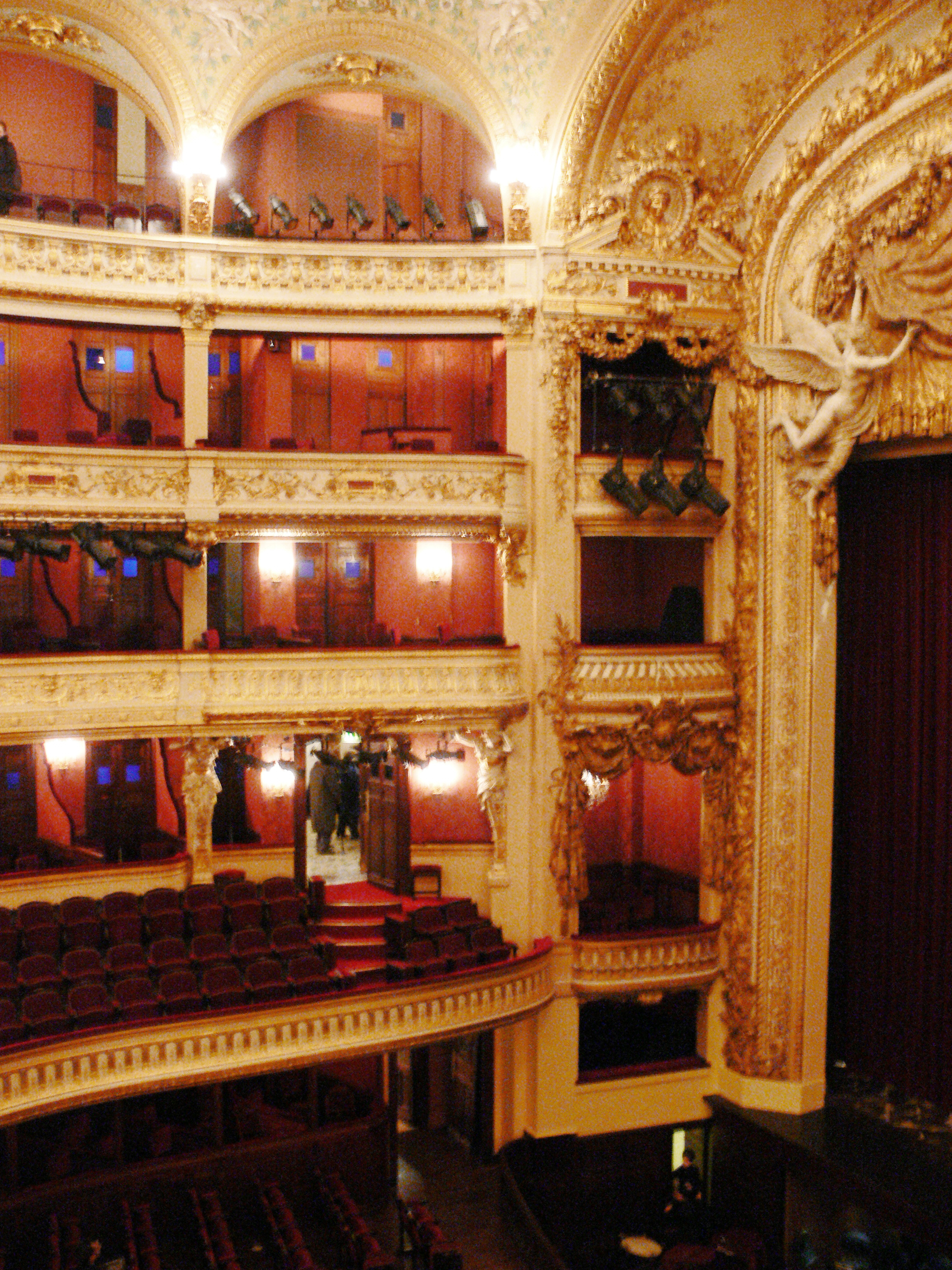
Interiör från Opéra-Comique

Opéra-Comique är ett operahus i Paris, beläget nära Boulevard des Italiens i andra arrondissementets nordvästra hörn. Företaget Opéra-Comique skapades 1714 för att erbjuda fransk opera som ett alternativ till den italienska operan som dominerade på kontinenten. Den var mellan 1762 och 1793 känd som Théâtre-Italien. 
Stora Operan i Paris som led av konkurrensen lyckades 1745 få den stängd men den återöppandes dock 1752 och förenades 1762 med Comédie-Italienne: på grund av denna sammanslagning kallades den fram till 1793 för Théâtre-Italien. Den nuvarande Opéra-Comique skapades genom en sammanslagning med Théâtre Feydeau 1801, då man även övertog den senares lokaler. Där huserade man fram till 1870 varpå man överflyttade till Théâtre Favart, som brann 1887.
Den nuvarande teaterbyggnaden uppfördes av Louis Bernier på den gamla teaterns plats och invigdes 1898.